# 마리아 아나 폰 외스터라이히 여대공 (1738년)
오스트리아 여대공 마리아 아나(독일어: Erzherzogin Maria Anna von Österreich, 1738년 10월 6일 ~ 1789년 11월 19일)는 신성로마제국의 프란츠 1세와 오스트리아의 마리아 테레지아 사이에서 태어난 딸로, 요제프 2세가 태어나기 전까지 추정상속인이었다.

## 생애
그녀는 신성로마제국의 프란츠 1세와 오스트리아의 마리아 테레지아 사이에서 차녀로 태어났다. 장녀였던 마리아 엘리자베트는 어머니가 즉위하기 이전에 사망하였으므로, 어머니가 오스트리아 여대공, 헝가리 여왕 등의 작위를 물려받자, 추정상속인이 되었다. 그러나 요제프 2세가 태어나면서, 모후는 절름발이에다가 등이 굽어 정략결혼에 쓸 수 없었던 그녀에겐 항상 차갑게 대하였으며, 가족들 중에선 부황만이 그를 따뜻하게 대할 뿐이었다. 그녀는 후에 대수녀원장이 되었으며, 클라겐푸르트에서 사망했다.